# Gaetano Rossi
Gaetano Rossi, italijanski libretist, * 18. maj 1774, Verona, Italija, † 25. januar 1855, Verona, Italija.
Najbolj je poznan kot avtor številnih opernih besedil, na katere so glasbo spisali:
- Gaetano Donizetti
- Gioacchino Antonio Rossini
- Giacomo Meyerbeer
- Niccolo Zingarelli
- Simon Mayr
- Pietro Generali
- Carlo Coccia
- Ferdinando Paër
- Nicola Vaccai
- Giovanni Pacini
- Saverio Mercadante
- Michele Carafa
- Luigi Ricci
- Federico Ricci
- Otto Nicolai
- Marcos Portugal

## Libreta (izbor)
- La pazza giornata, ovvero Il matrimonio di Figaro (1799)
- Ženitna menica (1810)
- Stanislav, poljski kralj (1812)
- Tancredi (1813)
- Maria Stuart, škotska kraljica (1821)
- Semiramide (1823)
- Križarji v Egiptu (1824)
- Giovanna d’Arco (1827)
- Chiara di Rosembergh (1831)
- Carlo iz Bologne (1835)
- Il giuramento (1837)
- Maria Padilla (1841)
- Linda iz Chamounixa (1842)